# Albatros D.V
L'Albatros D.V est un avion de chasse allemand de la Première Guerre mondiale.

## Historique
Parallèlement à la commande de 840 D.III renforcés à Ostdeutsche Albatros Werke (O.A.W), l’Idflieg commandait en avril 1917 à Albatros deux prototypes dits « D III allégés ». Robert Thelen dessina donc un nouveau fuselage, de section elliptique, pesant 32 kg de moins que celui du D.III. La voilure était sensiblement identique à celle du D.III, mais le plan supérieur était abaissé de 12 cm par rapport au fuselage, le plan inférieur fixé au fuselage sans congés de raccordement et le système de commande des ailerons modifié, les câbles passant dans la voilure supérieure. Le prototype conservait l’empennage du D.III, avec une surface additionnelle inférieure plus importante, mais en cours de production fut adoptée la dérive plus grande des OAW D.III. Les premiers exemplaires disposaient également d’un appui-tête assez volumineux, souvent supprimé dans les escadrilles car il réduisait le champ de vision des pilotes, et les appareils envoyés en Palestine recevaient 2 radiateurs pour tenir compte du climat plus chaud.

## Variantes
- Albatros D.V : Plus léger et plus puissant que le D.III grâce à son moteur Mercedes D.IIIa de 170 ch, le prototype se comporta parfaitement en essais et 400 D.V furent commandés en mai 1917, puis 300 en juillet suivant.
- Albatros D.Va : On retrouvait sur cet appareil, dont les premiers exemplaires sortirent d’usine en octobre 1917, le câblage original des commandes d’aileron du D.III, mais la voilure inférieure était renforcée avec une lame métallique de 30 cm et un hauban reliant les mâts d’entreplan au bord d’attaque de l’aile inférieure. Le moteur Mercedes D.IIIaü de 180 ch, déjà monté sur les derniers D.V sortis d’usine, fut également monté sur le D.Va, qui accusait donc 23 kg de plus, sans que les problèmes structuraux soient résolus. 1 600 exemplaires furent pourtant commandés à l'automne 1917.
- Albatros D.VII : Ce prototype qui prit l’air en août 1917 ne se distinguait du D.V que par un nouveau moteur 8 cylindres en ligne, le Benz Bz IIIb de 195 ch, et un mât reliant les deux ailerons de chaque côté. Les travaux furent rapidement abandonnés en raison des maigres améliorations obtenues.

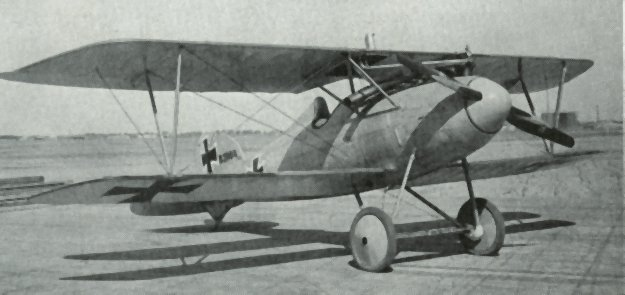
Albatros D.V
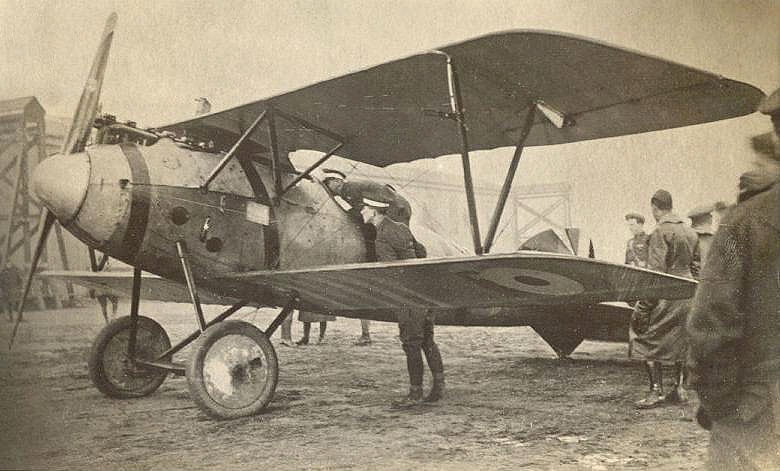
Appareil capturé, portant les cocardes anglaises
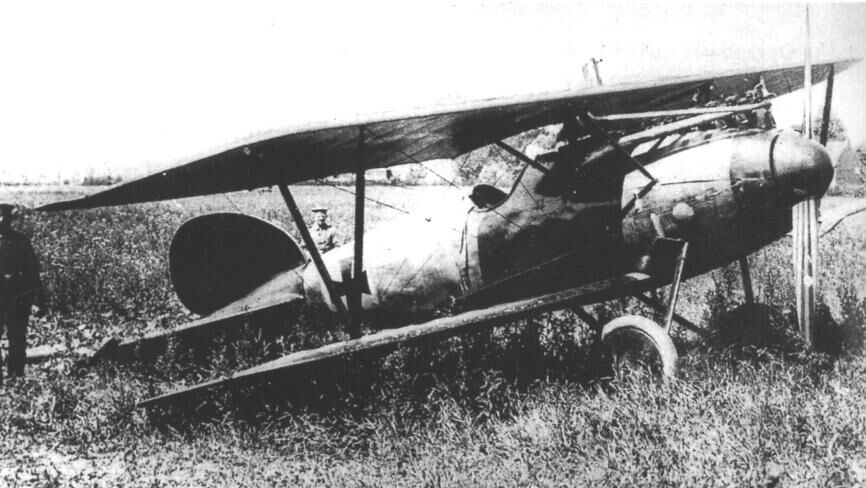
Ce D.Va a été une des montures du célèbre von Richthofen.
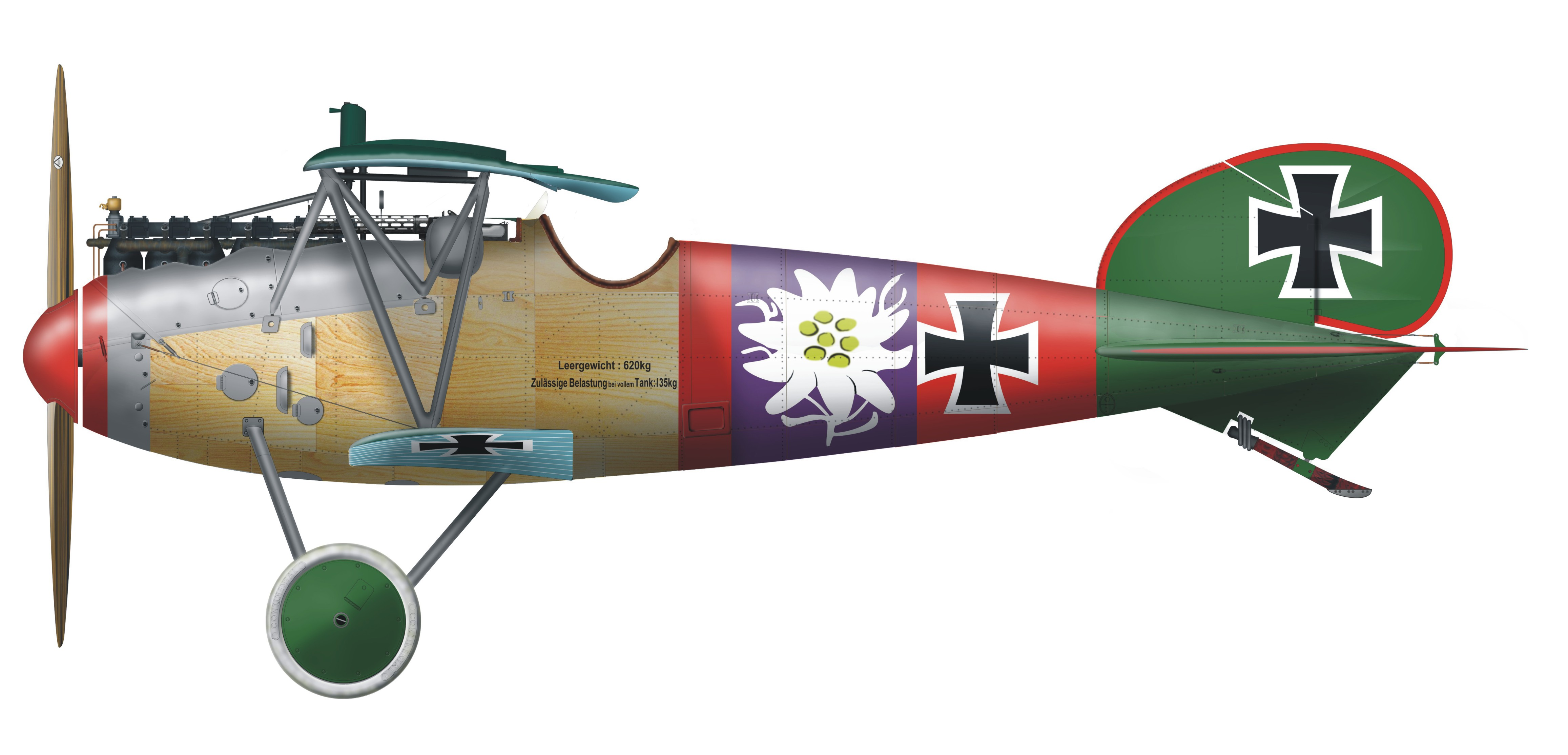
Albatros D.V de Paul Bäumer, Jasta 5

## Engagement
- Empire allemand : Les premiers D.V furent livrés à la Luftstreitkräfte en mai 1917 et arrivèrent au front en juillet suivant, révélant rapidement les mêmes faiblesses de structure que le D.III. Dernier chasseur Albatros à entrer en service durant la Première Guerre mondiale, il n’offrait que des performances marginalement supérieures a celles du D.III, au point que Manfred von Richthofen ait écrit en juillet 1917 : « Il est si ridiculement démodé et si ridiculement inférieur aux avions anglais que l’on ne peut rien faire avec cet avion. »

Mais le Fokker Dr.I connaissait des problèmes structuraux plus graves encore et les performances insuffisantes du Pfalz D.III ne laissèrent d’autre choix à l'Idflieg que de compenser la qualité de ses avions par le nombre. On comptait en mai 1918 un total de 131 D.V et 928 D.Va au front ouest. La production cessa avec l’entrée en service du Fokker D.VII au cours de l’été 1918, mais le D.Va restait très répandu au moment de l’Armistice.
- Pologne : Un certain nombre d'Albatros D.Va furent mis en Pologne après la fin de la Première Guerre mondiale.

## Survivants
Deux Albatros D.Va ont survécu à la Première Guerre mondiale :
- Le D.7161/17 exposé au National Air and Space Museum de Washington DC.
- Le D.5390/17 exposé à l'Australian War Memorial de Canberra, Australie.

## Culture populaire
- Dans le jeu vidéo de stratégie Empire Earth : il est possible de construire des chasseurs Albatros D.V dans les aéroports à partir de l'ère atomique - Grande Guerre (époque 10). Cet avion n'est pas disponible en mode Carte aléatoire mais est disponible durant la campagne allemande à la place du chasseur Sopwith, à partir de la deuxième mission jusqu'à la quatrième.